# 폴류스트로보
폴류스트로보(러시아어: Полюстрово, 라틴어: paluster)는 네바강에 위치한 역사적인 지역이다. 역사적으로는 19세기로 거슬러 올라간다. 1930년대에 상트페테르부르크에 통합되었고 이 지역은 현재의 이름으로 개칭되었다.